# Niels Glob
Niels Glob foi um prelado católico romano que serviu como bispo de Viborg (1478–1498).

## Biografia
No dia 20 de novembro de 1478, Niels Glob foi nomeado bispo de Viborg durante o papado de Sisto IV, onde serviu como bispo até à sua morte em 1498, em Aalborg.